# Placentia (California)
Placentia, fundada en 1926, es una ciudad ubicada en el condado de Orange en el estado estadounidense de California. En el año 2004 tenía una población de 49,949 habitantes y una densidad poblacional de 2,920 personas por km².

## Geografía
Placentia se encuentra ubicada en las coordenadas 33°52′57″N 117°51′18″O / 33.88250, -117.85500. Según la Oficina del Censo, la ciudad tiene un área total de 17,1 km² (6,6 mi²), de la cual 17,1 km² (6,6 mi²) es tierra y 0 km² (0 mi²) (0%) es agua.

### Localidades adyacentes
El siguiente diagrama muestra a las localidades en un radio de 8 kilómetros (5 mi) de .

## Demografía
Según la Oficina del Censo en 2007 los ingresos medios por hogar en la localidad eran de $77,496, y los ingresos medios por familia eran $83,674. Los hombres tenían unos ingresos medios de $46,956 frente a los $34,184 para las mujeres. La renta per cápita para la localidad era de $23,843. Alrededor del 8.7% de la población estaban por debajo del umbral de pobreza.

## Educación
El Distrito Escolar Unificado de Placentia-Yorba Linda gestiona escuelas públicas.